# Банкьери, Антонио
Антонио Банкьери (итал. Antonio Banchieri; 18 мая 1667, Пистоя, Папская область — 16 сентября 1733, Рим, Папская область) — итальянский куриальный кардинал. Папский вице-легат в Авиньоне с 23 декабря 1702 по 8 августа 1706. Секретарь Священной Конгрегации Пропаганды Веры с 17 мая 1706 по 12 апреля 1717. Асессор Верховной Священной Конгрегации Римской и Вселенской Инквизиции с 17 августа 1707 по 3 октября 1712. Секретарь Священной Конгрегации Священной Консульты с 30 октября 1712 по 30 сентября 1724. Губернатор Рима и Вице-камерленго Святой Римской Церкви с 30 сентября 1724 по 30 апреля 1728. Государственный секретарь Святого Престола и префект Священной Конгрегации Священной Консульты с 15 июля 1730 по 16 сентября 1733. Кардинал-дьякон in pectore с 9 декабря 1726 по 30 апреля 1728, с титулярной диаконией Сан-Никола-ин-Карчере с 10 мая 1728 по 16 сентября 1733. 